# Filzstift

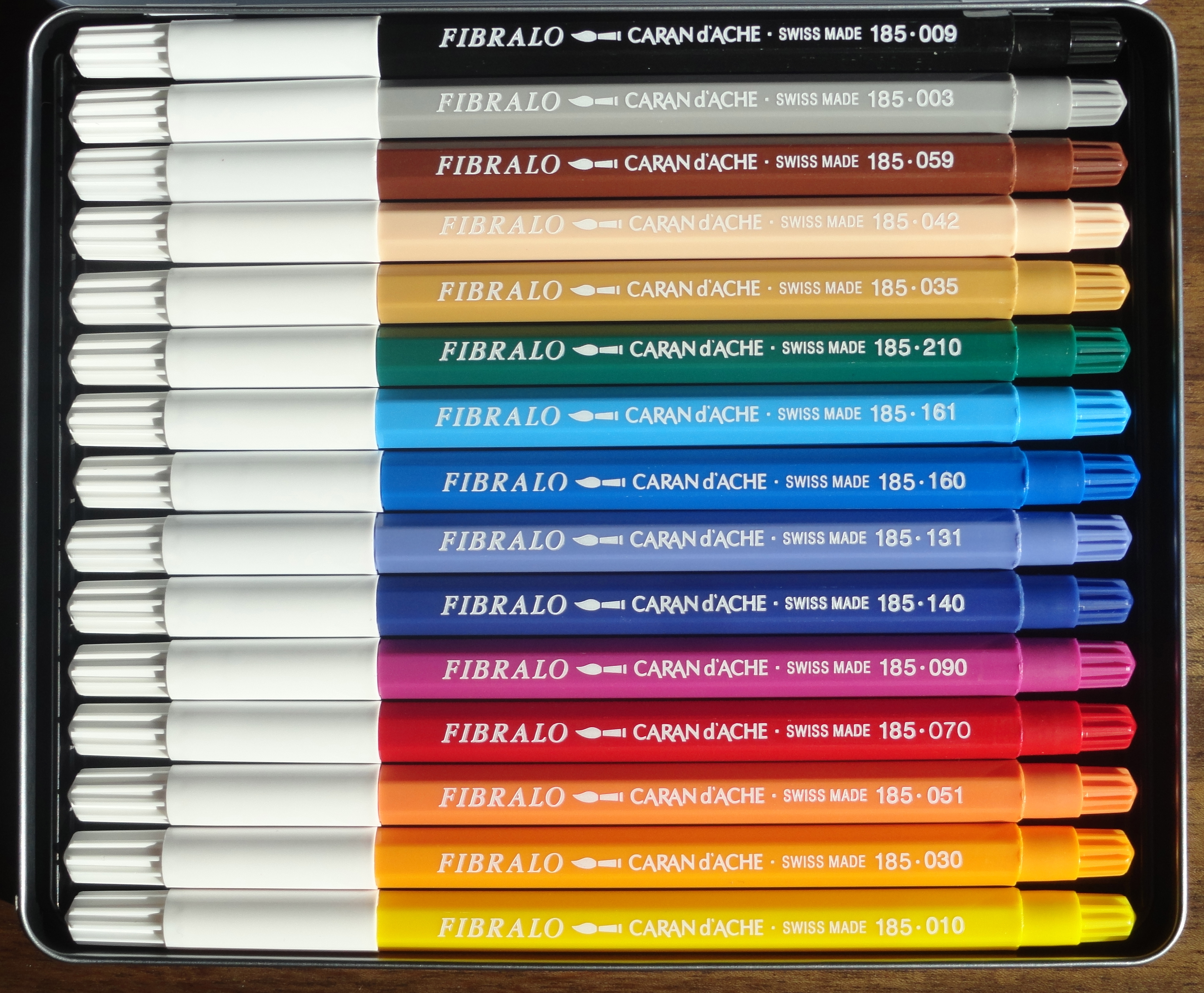
Filzstifte in verschiedenen Farben

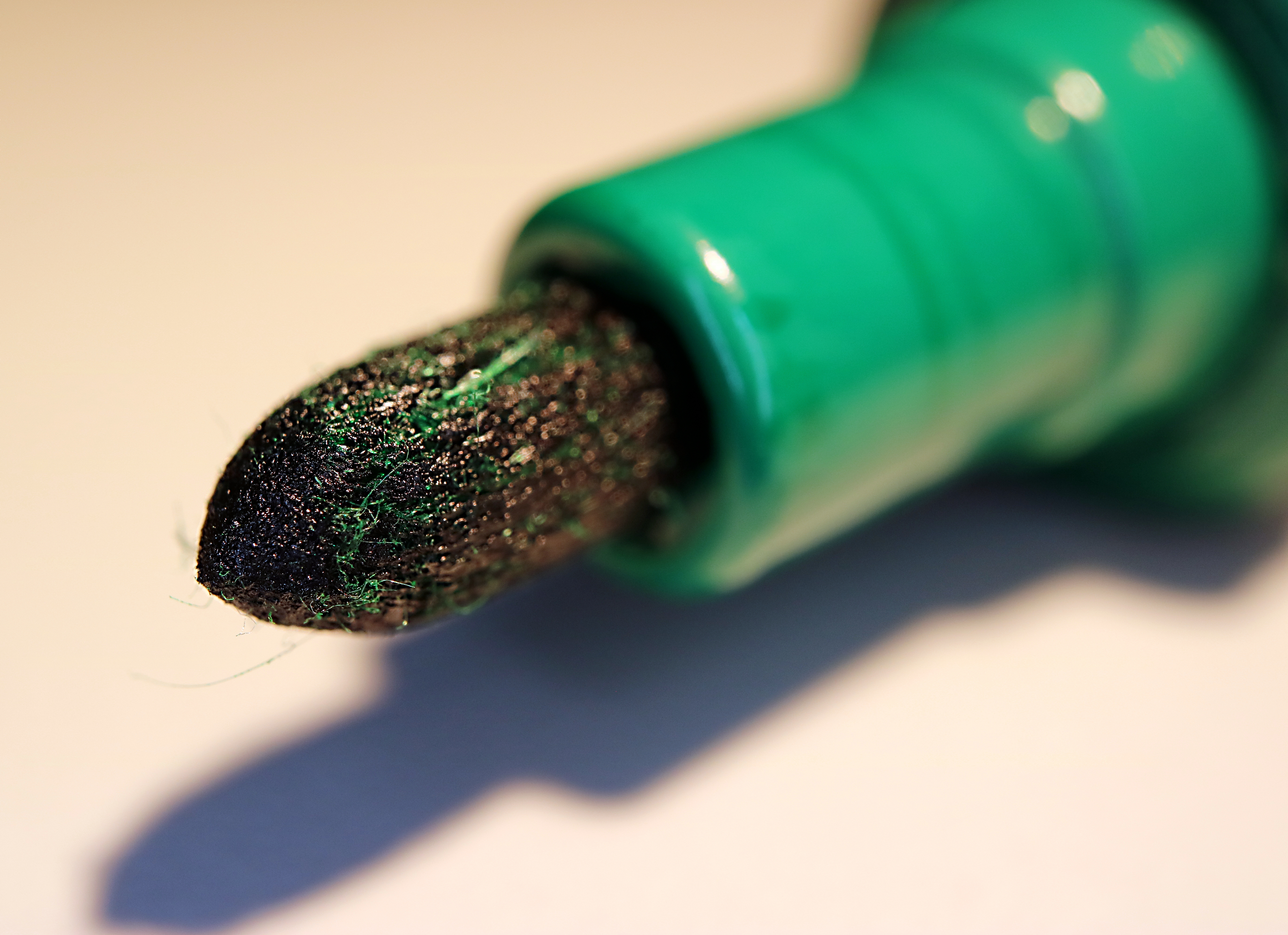
Nahaufnahme: Die Spitze gibt dem Filzstift seinen Namen, auch wenn sie mittlerweile oft nicht mehr aus Filz ist.

Ein Filzstift (Synonyme: Filzschreiber, Filzmaler, Faserstift, Faserschreiber, Fasermaler, Dochtschreiber, umgangssprachlich: Filzer) ist ein Schreib- oder Zeichengerät, das als Kern eine aus Polyesterfaser oder anderem Fasermaterial bestehende Mine enthält, die durch Auffüllen mit Tinte gleichmäßig mit dieser durchtränkt wird. Der Filzstift stammt ursprünglich aus Japan.

## Aufbau
Die Mine ist mit einer meistens farbigen, in der Füllfarbe gehaltenen Hülle umgeben, die mit einer Kappe zum Schutz gegen Austrocknung ausgestattet ist.
Am Ende transportiert eine verschieden geformte Schreib-, Zeichen- oder Malspitze die Schreibflüssigkeit vom Kern auf die zu beschreibende oder zu bemalende Oberfläche. Diese Spitze war früher meist aus Filz hergestellt. Heute werden meist Spitzen aus Kunststoff mit definierten Kapillaren verwendet. Filzstifte sind prinzipiell nachfüllbar.
Lösemittelhaltige Filzstifte sind besonders vom Problem der Austrocknung auf dem Transport zum Verbraucher betroffen. Als Lösung wurden zunächst Filzstifte mit ungetränkten Spitzen entwickelt. Vor dem ersten Einsatz solcher Stifte musste der Verbraucher durch einen kräftigen Druck auf die stabile Spitze eine innenliegende Membran durchstoßen, um der Tinte eine Tränkung der Spitze zu ermöglichen.

## Geschichte
Der deutsche Chemiker Adolf von Baeyer hat die Indigosynthese entwickelt und 1871 das Fluorescein synthetisiert. Adolf von Baeyer entwickelte für seine Kinder fluoreszierende Stifte, die dann auch in Büros zum Einsatz kamen, um damit Textpassagen zu markieren.
Der US-Amerikaner Sidney Rosenthal erfand 1952 den Filzstift, den er damals „Magic Marker“ (Zauberstift) nannte. Als erster Faserschreiber gilt das Modell „SignPen“ der Firma Pentel (Japan) aus dem Jahre 1962, dessen Erfinder der Japaner Yukio Horie war.

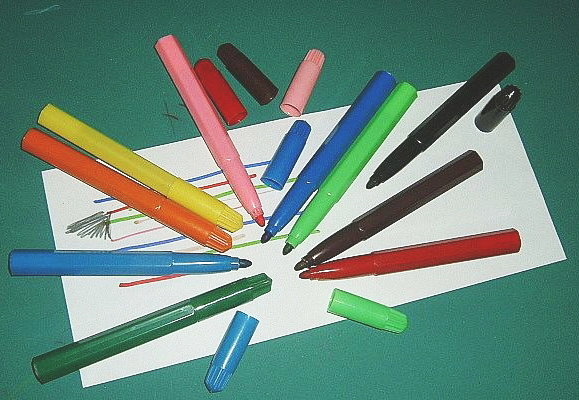
Filzstifte zum Malen und Zeichnen

## Stifte

### Mal- und Zeichenstifte
Mal- und Zeichenstifte schreiben in der Regel ausschließlich auf Papier. Das Lösungsmittel basiert auf Wasser oder Alkohol.

### Zeichenstifte mit definierter Strichbreite
Hersteller bieten unter Begriffen wie Feinliner oder Finepen Zeichenstifte mit einer in Metall gefassten Faserspitze an, die eine auf 0,1 mm genaue Strichbreite ermöglichen. Sie eignen sich auch zur Nutzung mit Symbol- und Schriftschablonen. Die Angebotspalette reicht bis zu rund einem Millimeter.

### Permanentmarker

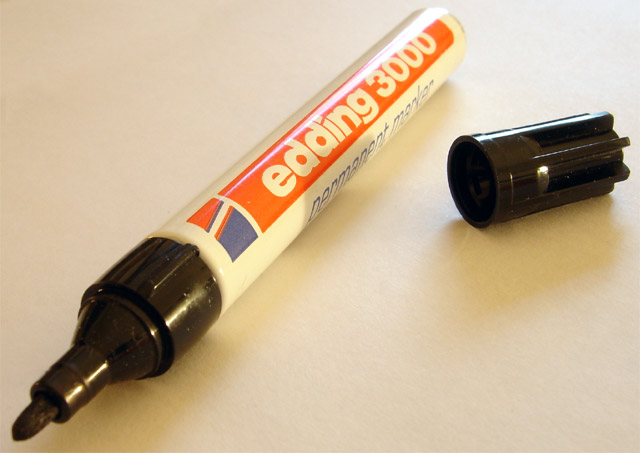
Permanentmarker von edding

Permanentmarker sind Filzstifte mit einer Tinte, die zur dauerhaften Beschriftung von Gegenständen dienen. Die Beschriftung soll auf möglichst vielen verschiedenen Oberflächen haften und unempfindlich gegen Licht, Feuchtigkeit und Berührung sein. Außerdem soll die Oberfläche nicht verändert, insbesondere nicht angelöst oder aufgeraut werden. Viele Permanentmarker sind jedoch nicht lichtecht oder dringen tief in Plastwerkstoffe ein. Permanentmarker enthielten zumindest früher Xylol und/oder Toluol als Lösungsmittel. Beides sind Schadstoffe, sodass es mittlerweile Permanentmarker gibt, die frei davon sind. Beschriftungen lassen sich oft mit Alkohol (Spiritus) entfernen.

### Textmarker

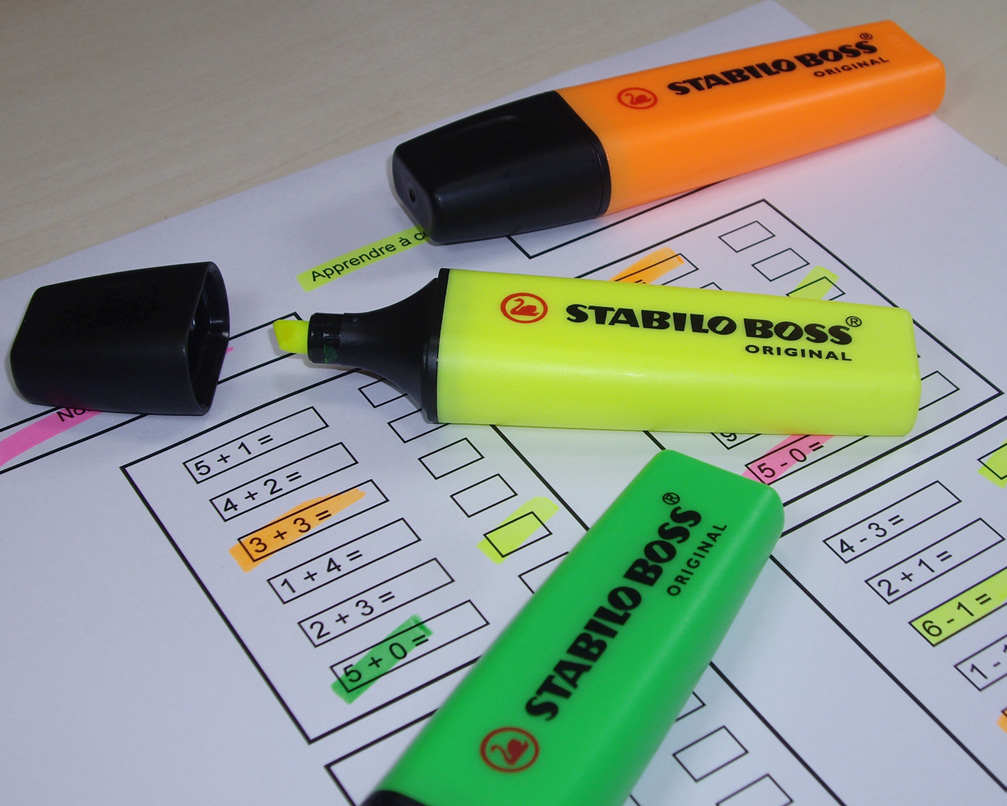
Textmarker in Leuchtfarben, Marke Stabilo

Als Textmarker, Markierstift, Marker (vom englischen Begriff marker [pen], eigentlich ‚Filzstift‘), Leuchtmarker oder Leuchtstift werden Filzstifte bezeichnet, mit denen man Textpassagen farbig hervorheben kann. Bereits 1963 entwickelte das US-amerikanische Unternehmen Carter’s Ink Company fluoreszierende Filzstifte. Filzstifte mit fluoreszierender Tinte wurden in Deutschland erstmals 1971 durch Günter Schwanhäußer von Schwan-Stabilo entwickelt und in Verkehr gebracht.
Nach Einführung des Filzstiftes, der als Malstift für Kinder konzipiert war, stellte sich heraus, dass dieser auch häufig in Büros zur Textmarkierung verwendet wurde. Um die Handhabung zu erleichtern, wurde der Textmarker entwickelt, der eine breitere keilförmige Spitze sowie eine wesentlich kompaktere Form hat. Für diese Stifte werden transparente fluoreszierende Farbstoffe verwendet, damit der gewünschte Textteil hervorgehoben, aber nicht überdeckt wird. Gelbe Markierungen sind auf Schwarz-Weiß-Fotokopien nicht sichtbar. Die anderen Farbtöne der Textmarker erscheinen grau und machen die markierten Textteile weniger gut lesbar. Gelbe (und grüne) Textmarker enthalten Pyranin, einen fluoreszierenden Stoff. Bei Tageslicht ist es farblos, bei UV-Licht (z. B. Schwarzlicht) jedoch fluoreszierend. 
Textmarker sind in verschiedenen Farben erhältlich. Am verbreitetsten sind Neonfarben, aber auch andere Farben, oft im Sortiment, werden zur Textmarkierung angeboten.
Textmarker gibt es auch ohne flüssige Farbstoffe, also etwas dickere Farbstifte.

### Folienschreiber
Als Folienschreiber bezeichnet man Stifte, die auf Untergründen wie Folien (zum Beispiel für Tageslichtprojektoren) haften. Es gibt sie zur dauerhaften Beschriftung (permanent) und (wasser-)feucht abwischbar (non-permanent). Damit sind Folien auf einer Seite reversibel um Text oder Grafik ergänzbar und wieder rücksetzbar – etwa Ausfülltext zum wiederholten Verwenden.

### CD-Marker
Ein CD-Marker ist ein wisch- und wasserfester Stift, der speziell zum Beschriften von CDs und DVDs entwickelt worden ist. Er greift die Oberfläche der CD nicht an. Für DVDs können aber auch andere wasserfeste Marker problemlos verwendet werden, da diese – anders als CDs – auf der Beschriftungsseite über der eigentlichen Datenträgerschicht nicht nur eine dünne Lackschicht, sondern eine 0,6 mm dicke Polykarbonatschicht aufweisen.

### Whiteboardmarker

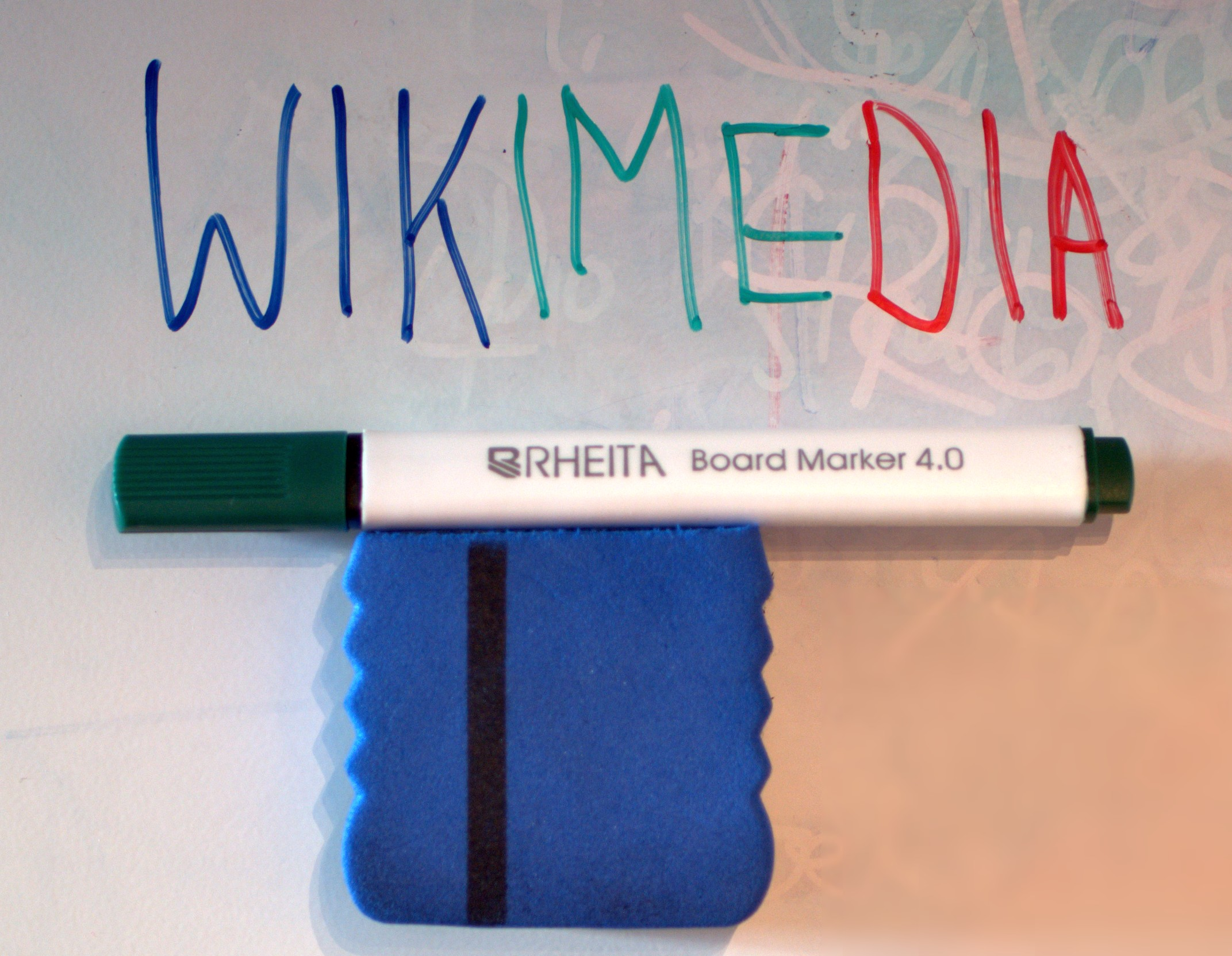
Whiteboardmarker mit Filzschwamm

Als Whiteboard-Marker oder Board-Marker bezeichnet man Stifte, die zum Beschriften von Whiteboards Verwendung finden. Das Besondere an der Schreibflüssigkeit ist das Benetzen der bestrichenen glatten Schreibfläche, schnelles Auftrocknen und die leichte Abwischbarkeit des getrockneten Strichs mit einem Lappen oder Filzschwamm.

## Stifte für andere Zwecke

### Tintenlöscher
Siehe Tintenlöscher. Die Tinten-Füllfederschrift einer bestimmten blauen Tintensorte lässt sich damit im Papier ausbleichen und damit weitgehend löschen.
Es gibt auch eine geeignete Paarung von Filzschreiber und Löscher ebenfalls in Filzstiftform.

### Geldscheinprüfstift
Mit Stiften verschiedener Hersteller lässt sich ein Strich eines Jodreagens feucht aufbringen, der auf echten, stärkefreien Geldscheinen, etwa den Eurobanknoten, gelblich verblassend bleibt, durch Reaktion mit Stärke in Kopierpapier sich jedoch rasch zu einer blauen Spur verfärbt.

### UV-Markierstifte
Von einem Filzstift wird Tinte abgesondert, die einen fast völlig durchsichtigen, eventuell leicht gelblichen Film bildet. Etwa auf der Rückseite von hölzernen Bilderrahmen können damit Beschriftungen gemacht werden, die ein Dieb übersehen kann, doch unter UV-Licht klar fluoreszierend aufleuchten.

### Befeuchter
Ein Stift, der nur Wasser auf zu befeuchtende Klebestellen von Kuverts überträgt, um diese zuzukleben.

### Kupfer reinigen
Vor dem Verlöten von Kupferrohren können diese durch Bestreichen mit einem Filzstift mit saurer Reinigungslösung lokal von einer dünnen Oxidschicht befreit werden. Das Produkt bildet weiters einen Film, der beim Löten Flussmittelfunktion übernimmt.

## Weitere Marken und Hersteller
- Brevillier Urban & Sachs, Österreich
- Colart, Vereinigtes Königreich
- Copic, Japan
- Faber-Castell, Deutschland
- Kreuzer, Deutschland
- Pentel, Japan
- Schneider, Deutschland
- Sharpie, USA